# Aachens stift
Aachens stift (latin: Dioecesis Aquisgranensis, tyska: Bistum Aachen) är ett av tjugo katolska stift i Tyskland. Det tillhör Kölns kyrkoprovins. Biskop är Heinrich Mussinghoff.